# Adalberto Santiago

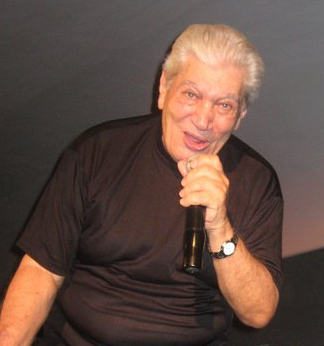
Adalberto Santiago

Adalberto Santiago Berríos (* 23. April 1937 in Ciales) ist ein puerto-ricanischer Sänger.

## Werdegang
Alberto Santiago Berríos wurde im Viertel Pozas in Ciales in Puerto Rico geboren. Er hat in vielen Aufnahmen in New Yorker Studios Chor gesungen. Seine Karriere begann er mit Trios, er spielte auch Bass und Gitarre. Nach Zusammenarbeit mit Bands von Chuíto Vélez, Willie Rodríguez und Willie Rosario trat er Ray Barrettos Band bei. Zwischen 1966 und 1972 nahm er sieben Alben mit ihm auf, darunter Acid von 1968. Ende 1972 gründete er mit vier anderen Bandmitgliedern Típica 73. Sie nahmen drei Alben auf, bevor er und drei andere Bandmitglieder Los Kimbos gründeten. Er sang auf den Charanga Alben Fantasia Africana/African Fantasy und Our Heritage – Nuestra Herencia des Flötisten, Komponisten und Produzenten Lou Pérez.
Mit Los Kimbos nahm Adalberto 1976 das Album Los Kimbos auf und im folgenden Jahr The Big Kimbos With Adalberto Santiago. Er debütierte als Solist mit Adalberto, das von Ray Barretto produziert wurde und bei dem er zwei Stücke selbst komponierte. Los Kimbos brachten unter der Leitung des Timbaleros Orestes Vilató zwei weitere Alben heraus – Hoy y Mañana (1978) und Aquacero Ne Me Moja (1979). Santiago war Hauptsänger auf einem Lied des Albums Louie Ramírez y sus Amigos von Louie Ramírez. 1979 produzierten Adalberto und Ramírez sein zweites Soloalbum, Adalberto Featuring Popeye El Marino. Im gleichen Jahr tat er sich wieder mit Ray Barretto zusammen für Rican/Struction. Ray produzierte Adalbertos nächstes Soloalbum, Feliz Me Siento, im folgenden Jahr. Javier Vázquez von Sonora Matancera produzierte, arrangierte, spielte Piano und leitete die Band. 1982 tat er sich mit Bongocero und Bandleiter Roberto Roena zusammen für Super Apollo. Santiago koproduzierte Calidad mit Papo Lucca, der auch Piano spielte, er arrangierte ein Stück und übernahm die musikalische Leitung. Cosas Del Alma war ein Album mit Boleros. 1985 wandte er sich Más Sabroso wieder mehr der Salsa zu.
Isidro Infante produzierte, arrangierte, spielte Piano und übernahm die musikalische Leitung für Sex Symbol. Santiago schrieb auch Lieder für andere Musiker, wie etwa Joe Cuba.